# Коларзо (Пескара)
Коларзо (итал. Collarso) је насеље у Италији у округу Пескара, региону Абруцо.
Према процени из 2011. у насељу је живело 82 становника. Насеље се налази на надморској висини од 535 м.